# Герб Углегорского района
Герб Углегорского района наряду с флагом является официальным символом Углегорского района Сахалинской области.

## Описание и обоснование символики
Геральдическое описание (блазон) гласит:
В червлёном поле — включенное лазоревое острие, опрокинутое и вписанное, обременённое серебряным якорем на золотых молотах, и над ними во главе тремя пятилучёвыми звездами того же металла.
Герб языком символов и аллегорий отражает экономические и природно-географические особенности Углегорского муниципального района.
Углегорский муниципальный район располагает основными месторождениями угля в Сахалинской области. Развитие угольной промышленности — основа экономики района — стало базой для формирования инфраструктуры региона и серьёзной поддержкой для развития иных отраслей промышленности.
В гербе угольные шахты аллегорически показаны в виде геральдической фигуры — опрокинутого острия в красном поле. Скрещенные шахтёрские молотки дополняют символику угольной промышленности.
Изображение в гербе лазоревого (голубого) цвета символизирует водные просторы и чистое небо, которые местные жители стараются сохранить в чистоте для своих потомков.
Голубой цвет и якорь указывают на наличие морского выхода в акваторию океана, который имеется в каждом из трех поселений.
Три золотые звезды отображают три поселения, которые входят в состав муниципального района — Углегорское, Шахтерское городские и Бошняковское сельское поселение.
Красный цвет символизирует трудолюбие жителей Углегорского района, занятых в различных сферах деятельности. Червлень (красный цвет) — символ труда, мужества, жизнеутверждающей силы и красоты, праздника.
Лазурь (синий, голубой цвет) — символ возвышенных устремлений, чести, славы, преданности, бессмертия.
Золото — это цвет солнца, богатства, символ плодородия, урожая, уважения.
Серебро — символ чистоты, совершенства, мира и взаимопонимания.
Герб разработан при содействии Союза геральдистов России. Авторы герба: идея герба — Л. Осипов, Т. Путятина, Т. Рыжкова (Углегорск); геральдическая доработка — Константин Мочёнов (Химки); художник — З. Макарова (Углегорск); компьютерный дизайн — З. Макарова (Углегорск), Оксана Афанасьева (Москва).
Герб утверждён решением № 182 Собрания Углегорского муниципального района от 19 мая 2011 года.
Герб внесен в Государственный геральдический регистр Российской Федерации за № 6924